# Lina tegelbruk

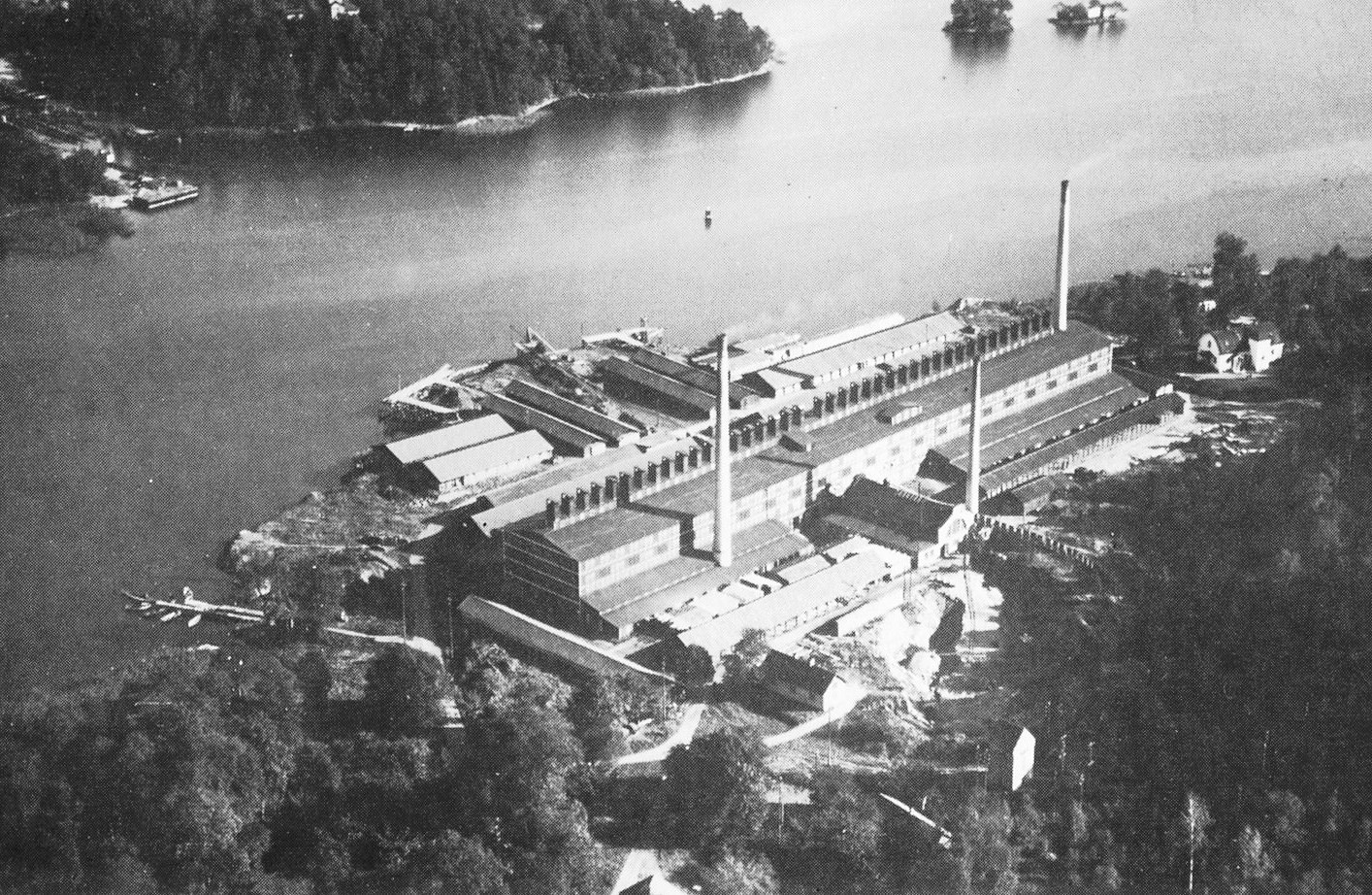
Lina tegelbruk 1928.

Lina Tegelbruk var ett tegelbruk beläget norr om Södertälje på västra sidan om Södertäljeviken, strax söder om Linasundet. Bruket var igång mellan åren 1783-1970 och tillverkade rött tegel.

## Historik

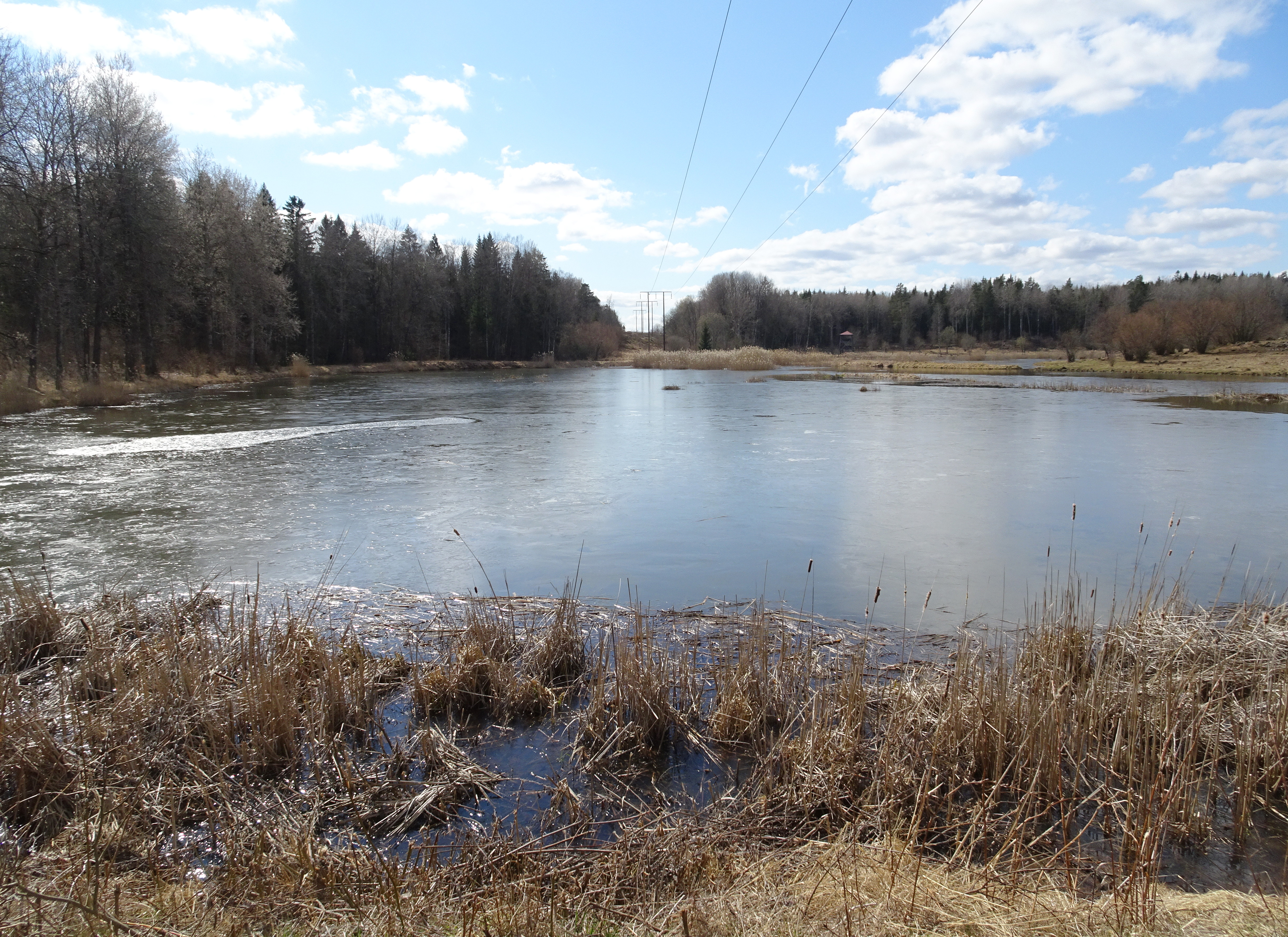
Lersjön i Lina naturreservat.

På platsen fanns ett tegelbruk redan 1783. Det var ett gårdsbruk under Lina gård och ägaren var Johan von Engeström. År 1905 inköptes lantegendomen Lina gård av Kiholms tegelbruk som drev ett mindre tegelbruk vid Kiholms gård norr om Lina. Lina tegelbruk blev ett av de största och mest moderna tegelbruken i sitt slag i landet. Det nya bruket tagit i drift år 1907 hade två ringugnar med en kapacitet vardera på 5 miljoner tegel om året. Bruket producerade betydande kvantiteter av murtegel och även andra produkter som taktegel. Lina tegelbruk hade en egen ångpanneavdelning samt en elektrisk kraftstation. 
Till bruket gick en smalspårig järnväg från den stora lertäkten som numera är vattenfylld och utgör Lersjön i Lina naturreservat. Transporter av färdigt tegel gick fram till mitten av 1950-talet iväg med pråmar som drogs av företagets bogserbåtar. 
Lina tegelbruk inköptes 1914 av AB Mälardalens tegelbruk. Bland grundarna fanns Allan Abenius, ägare till Lina och Kiholms tegelbruk. Mälardalens tegelbruk drev Lina fram till 1974 då bruket definitivt lades ner. Anläggningen brann ner 1947, men återuppbyggdes och revs slutligen år 2005. Ett av dieselloken från bruket används idag av museijärnvägen Munkedals Jernväg.
Byggnader med Linategel
Stockholms stadshus, Kungliga Tekniska Högskolan i Stockholm, Folkets Hus i Karlskoga och Söderby sjukhus i Salems kommun tillhörde de byggnader, som uppförts av tegel från Lina.

## Stockholms stadshus

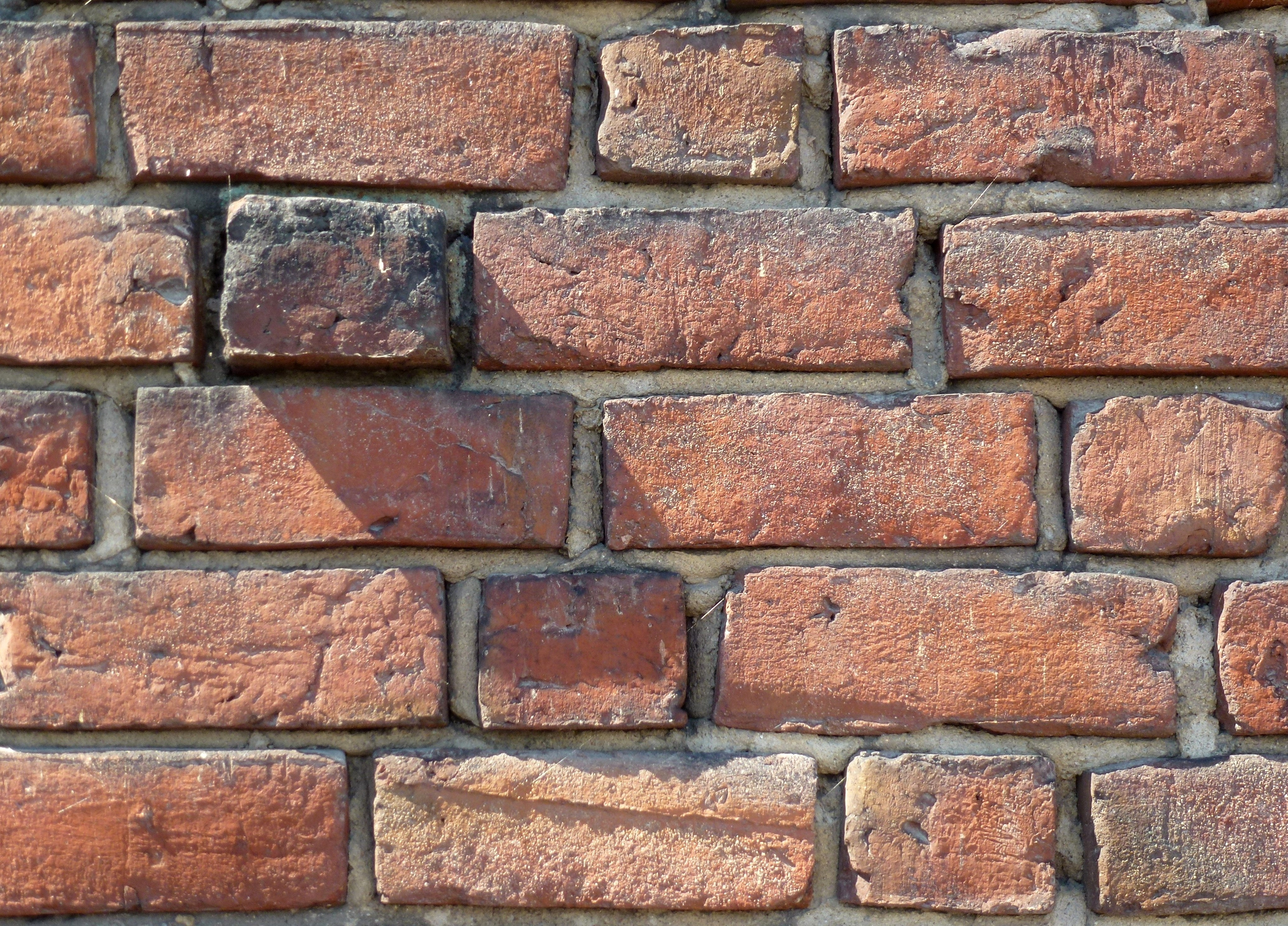
Murtegel på Stockholms stadshus.

Gällande murteglet för Stockholms stadshus beställdes ett specialformat med 270 × 130 × 95 millimeter (längd, gånger bredd, gånger höjd), som arkitekten Ragnar Östberg hade valt ut.  Enligt Östberg var förebilden ett tegel som 1909 hittades vid utgrävningar utanför Stockholms slott och som antogs härstamma från det gamla Slottet Tre kronor. Tegelleveranserna till stadshuset började i juni 1914 men fick avbrytas dels på grund av första världskrigets utbrott och dels på grund av dålig kvalitet och avvikande mått för de handslagna tegelstenarna. Drygt en miljon handslagna och knappt sju miljoner maskinslagna tegelstenar användes för att färdigställa arkitektens skapelse.